# باولو بيشكيهازي
باولو بيشكيهازي (بالبرتغالية: Paulo Becskehazy‏) (مواليد 3 مارس 1949) هو سبّاح برازيلي، مثّل بلاده في الألعاب الأولمبية الصيفية 1972.

## روابط خارجية
باولو بيشكيهازي على موقع الاتحاد الدولي للسباحة (الإنجليزية)
- باولو بيشكيهازي على موقع أوليمبيديا (الإنجليزية)